# The Lodge (gruppo musicale)
The Lodge sono stati un gruppo musicale art rock anglo-gallo-statunitense. Formatisi a New York City, operarono principalmente in Europa, e riunirono alcuni membri degli Henry Cow, Slapp Happy, Art Bears e Golden Palominos (tra gli altri). I leader furono Peter Blegvad e John Greaves, che si erano già incontrati per la prima volta per l'album Kew. Rhone., del 1977.

## Origini (Henry Cow eKew. Rhone.)
In seguito all'abbandono dagli Henry Cow nel 1975, Blegvad tornò a New York City per lavorare nel mondo dei cartoni animati (in particolare come sfondista per alcuni film dei Peanuts. Poco dopo, ritornò alla musica con il bassista degli Henry Cow John Greaves e la cantante / pianista Lisa Herman. Il risultato di questa collaborazione fu l'album di Kew. Rhone., pubblicato dalla Island Records nel 1977 e accreditato a John Greaves / Peter Blegvad / Lisa Herman. Greaves lo musicò, Blegvad ne scrisse i testi e tutti insieme lo registrano con i musicisti jazz Carla Bley, Andrew Cyrille e Michael Mantler. Descritto come «un amalgama brillante del senso pop distorto degli Slapp Happy, l'approccio collettivo all'improvvisazione di Henry Cow, l'arguto spirito della scena prog di Canterbury e (più fruttuosamente) il jazz progressivo inimitabilmente distorto di Carla Bley», l'album fu un successo di critica e apprezzato da diversi musicisti. Tuttavia, non venne seguito da un sequel immediato, anche se gli artisti rimasero in contatto.
Tornato in Inghilterra nel 1982, Blegvad realizzò The Naked Shakespeare e Knights Like These, entrambi con l'ex chitarrista dei 64 Spoons Jakko Jakszyk. Greaves ne co-scrisse tre canzoni su The Naked Shakespeare e Blegvad gli restituì il favore scrivendo testi per otto delle canzoni nell'album Accidents di Greaves (anch'esso pubblicato nel 1982).
Tuttavia, i tentativi di Blegvad per una carriera solista britannica stentarono a crescere a causa della politica della compagnia discografica e degli effetti degli stili di produzione degli anni '80. Spinto dai produttori in un suono troppo complesso e tecnologico, egli stesso favorì il suono più grezzo e crudo della sua piccola band dal vivo che includeva suo fratello Kristoffer alla chitarra e al coro. Disilluso, Peter Blegvad tornò a New York nel 1986 ed iniziò a collaborare coi The Golden Palominos, il gruppo art rock guidato dall'ex batterista dei Pere Ubu Anton Fier.

## Smell of a Friend
L'unico album del gruppo, Smell of a Friend, venne registrato a New York nel 1988 (con sovraincisioni aggiunte a Cambridge, Regno Unito) e distribuito dalla Island Records lo stesso anno. Kristoffer Blegvad gestì la maggior parte delle voci principali, sebbene quelle sulla title track furono condivise con Jakszyk (altrove, Greaves recitò alcune parole su Old Man's Mood, e Lisa Herman si unì brevemente all'ensemble per contribuire alla voce e al pianoforte in Swelling Valley, oltre che al coro in altre parti dell'opera). Ulteriori supporti musicali furono forniti da Gary Windo (sax tenore), David Hofstra (contrabbasso), Michael Blair (percussioni), Chris Botti (tromba) e, alle voci secondarie, Deborah Berg (Eye To Eye) e Jane Edwards.
Influenzata dall'epoca della sua registrazione (e forse dall'approccio più diretto di Jakszyk come interprete) la musica dei The Lodge risultava molto più compatta e diretta di quella degli Henry Cow o di Kew. Rhone. , con una maggiore enfasi sui riff di chitarra tipicamente rock. Alcuni pezzi, come The Little Match Girl, sono effettivamente canzoni rock (anche se ricche dei colpi di scena e dei giochi di parole di Blegvad). Altri, come Not All Fathers e Old Man's Mood, mostrano invece elementi di tone poetry mescolati con ritmi africani e art rock, ballate al pianoforte, canti e corali da camera. L'esecuzione di Lisa Herman in Swelling Valley è una romantica esibizione per piano e voce solista che ha più di un punto in comune con una composizione atmosferica di Aaron Copland che con le altre canzoni, più muscolari.
L'aspetto più sperimentale dell'album è quindi nel suo approccio alle parole. Diverse canzoni trattarono il tema del latte, esplorate da una prospettiva simbolica o ritualistica e in un modo che Blegvad definiva come una ricerca del suo «sottotesto occulto». Nella title track e le canzoni Solitary e Milk si sfrutta il cut-up di testi tratti da scritti sul latte scritti da parte di vari autori (tra cui il filosofo Gaston Bachelard, i drammaturghi Jacques Audiberti e Antonin Artaud, e lo studiose e mitologo classico Jane Ellen Harrison), ri-arrangiati in «quello che sembrava essere un ordine congruente» e poi modificato nei versi. Blegvad utilizzò anche tre «accordi di parole» (più parole diverse pronunciate contemporaneamente) per chiudere Old Man's Mood, descrivendoli come «meta-fonemi», in cui una storia è raccontata verticalmente anziché orizzontalmente.

## Concerti
Le prime esibizioni dal vivo dei Lodge avvennero nel maggio del 1987 come duo/trio di Greaves e Blegvad, con la Herman ospite in alcune canzoni, in piccoli spazi nel Greenwich Village di New York - una di queste come parte di una serie di serate intitolata "Pretentious Music".
Nel 1988 la formazione si espanse, inglobando anche tutti i musicisti che avevano preso parte alla registrazione dell'album, ed eseguì un concerto al Bataclan di Parigi, senza Herman e Fier, con Gavin Harrison subentrato alla batteria e Lyndon Connah (64 Spoons) come tastierista dal vivo. Ne seguì un secondo all'ICA di Londra nel 1989 (di nuovo meno Herman e Fier) con Steve Franklin (In Cahoots) in sostituzione di Connah e Nic France (Nucleus e Loose Tubes) in sostituzione di Harrison.

## Scioglimento
Dopo i concerti europei, la band, che pure era stata sempre poco coesa, si sciolse definitivamente. Sia Greaves che Blegvad ripresero le rispettive carriere da solista, con quest'ultimo che, con King Strut and Other Stories del 1990, salutato con ottime recensioni dalla critica, ritornò forte di un successo ritrovato nel Regno Unito. Jakszyk invece continuò a lavorare con Tom Robinson, Dizrhythmia, Level 42 e 21st Century Schizoid Band oltre a perseguire un proprio percorso solistico (spesso accompagnato da Gavin Harrison). Infine Fier si concentrò sui Golden Palominos, nei quali a volte militò la Herman, mentre Kristoffer Blegvad si trasferì a Roma, seppur continuando a contribuire alle registrazioni e ai concerti dal vivo del fratello.
Nel tipico stile Henry Cow/Rock in Opposition tutti quanti lavorarono di nuovo insieme in varie combinazioni, sebbene non si riunirono mai più sotto il nome "The Lodge". Dovuto principalmente alla breve vita della band infatti, il progetto veniva troppo spesso oscurato dai progetti individuali e collettivi dei suoi membri sia prima che dopo. L'interesse verso di esso però fu abbastanza alto da permettere una ristampa di Smell of a Friend da parte della Voiceprint nel 1996.
Due canzoni di questo lavoro, Swelling Valley e The Song, furono in seguito riprese da John Greaves, che le re-incise per l'album Songs; la prima fu cantata da Kristoffer Blegvad e S'Ange, mentre la seconda da Robert Wyatt (che contribuì alla reinterpretazione di altre due composizioni presenti nell'opera, questa volta però provenienti da Kew. Rhone., ovvero la title track e Gegenstand).

## Kew. Rhone.live, 2008
A seguito di un annuncio al quale seguirono tuttavia numerosi ritardi e smentite, Kew. Rhone. venne alla fine eseguito dal vivo per intero a Les Abattoirs, Bourgoin-Jallieu nel maggio 2008 (trentuno anni dopo la sua uscita e diciannove dopo la cessata attività dei The Lodge). Il gruppo dal vivo era John Greaves (piano, voce), Peter Blegvad (voce, computer), Lisa Herman (voce), Jef Morin (chitarre), David Lewis (tromba, flicorno), Daniel Yvinec (basso), Simon Goubert (batteria) e Cecile Bohler (cori), con Eric Petrotto che si dedicò al video da sfondo.

## Formazione
Già nel 1988, queste varie collaborazioni si erano coalizzate a formare i The Lodge, un progetto che era stato esplicitamente inteso come un seguito diKew. Rhone. ma che aveva impiegato molto tempo ad emergere. Blegvad a tal proposito spiegò: «Ci mancava la disciplina in quei giorni, o qualcosa del genere, non so ... John e io ci siamo ritirati in una fattoria del Vermont in un'estate calda con l'idea di scrivere un album ... e penso di aver scritto una riga in due mesi!» Le canzoni dei The Lodge furono scritte infatti in un periodo di circa sette anni, dal ritorno in Inghilterra di Blegvad nel 1982. Come con Kew. Rhone., Blegvad scrisse tutti i testi e Greaves la musica. Inizialmente la band era un duo, formato da Blegvad (chitarra, voce) e Greaves (tastiere, basso, voce), poi Lisa Herman che si unì a loro come vocalist ospite. Infine The Lodge si trasformò in una band newyorkese con l'aggiunta di Jakko Jakszyk (chitarra, flauto e voce), Anton Fier (batteria) e Kristoffer Blegvad (voce).

### Formazione storica
- Kristoffer Blegvad - voce
- Peter Blegvad - chitarra e voce
- Jakko Jakszyk - chitarra e flauto e voce
- Anton Fier - batteria
- John Greaves - basso, tastiere e voce

### Altri musicisti e turnisti
- Gavin Harrison - batteria
- Lyndon Connah - tastiere
- Steve Franklin - tastiere
- Nic France - batteria

### Formazione del 2008
- John Greaves - voce e pianoforte
- Peter Blegvad - programmazione e voce
- Lisa Herman - voce femminile
- Jef Morin - chitarra
- David Lewis - tromba e flicorno
- Daniel Yvinec - basso
- Simon Goubert - batteria
- Cecile Bohler - cori

## Discografia
- 1988 – Smell of a Friend (Antilles/New Directions (Island) - ristampato nel 1996 dall'etichetta Resurenge)